# 4H
4H er en frivilligdreven børne- og ungdomsorganisation, der gennem aktiviteter inden for natur, dyr og mad udvikler børn og unge til at være aktive, selvstændige mennesker, der kan træffe bæredygtige valg. 
Organisationen er bygget op omkring lokalforankrede 4H-klubber, hvor frivillige laver aktiviteter sammen med børn og unge. Udbuddet af aktiviteter er alsidigt og afhænger af de frivillige kræfter i den enkelte klub samt børnenes interesse. Man kan f.eks. gå på madhold, havehold, dyrepasning, ridning, kæphest og meget mere. Andre klubber arrangerer i stedet for faste hold løbende aktiviteter med fokus på bæredygtighed, natur, dyr og mad. Disse aktiviteter kan være at bygge insekthoteller, overnatning i shelter, tage på dyrskue, ferieaktiviteter o.l. 

## Madskoler
4H afholder, i skolernes sommerferie, madskolerne rundt omkring i Danmark, i et ikke-kommercielt samarbejde med Landbrug og Fødevarer og Rema1000. Derudover arrangeres der i efterårsferien '3 dage med Madskoler'. 

## De 4 H’ers betydning
Hånd, Hoved, Hjerte og Helbred.
- En flittig Hånd: I 4H tror vi på, at børn og unge lærer bedre ved at arbejde konkret og praktisk
- Et kvikt Hoved: I 4H lærer vi hele livet og gennem alle sanser ved at gøre læring til leg og leg til læring
- Et varmt Hjerte: 4H’s aktiviteter er lokalt og nært forankrede. En aktivitet afhænger af og bestemmes af de børn, unge og voksne, der deltager i aktiviteten
- Et godt Helbred: I 4H mener vi, at et aktivt liv og gode kostvaner giver et sundt liv

## Motto og slogan
Learning by doing – at lære ved at udføre – at gøre det bedste bedre.

## Ekstern henvisning
- 4Hs danske hjemmeside Arkiveret 25. januar 2007 hos  Wayback Machine